# لوكا جونز
لوكا جونز (بالإنجليزية: Luka Jones)‏ هو ممثل أمريكي، ولد في 18 أغسطس 1975 في الولايات المتحدة.

## أعمال

### أفلام
- (2013) هي[3][4]

### مسلسلات
- كيف قابلت أمكما
- مودرن فاميلي

## وصلات خارجية
- لوكا جونز على موقع IMDb (الإنجليزية)
- لوكا جونز على موقع ألو سيني (الفرنسية)
- لوكا جونز على موقع أول موفي (الإنجليزية)
- لوكا جونز على موقع قاعدة بيانات الفيلم (الإنجليزية)
- لوكا جونز على موقع كينوبويسك (الروسية)